# Ле-Ме (кантон)
Ле-Ме (фр. Les Mées) — кантон во Франции, находится в регионе Прованс — Альпы — Лазурный Берег, департамент Альпы Верхнего Прованса. Входит в состав округа Динь-ле-Бен.
Код INSEE кантона — 0414. Всего в кантон Ле-Ме входит 6 коммун, из них главной коммуной является Ле-Ме.

## Коммуны кантона
| Коммуна     | Население, чел. (2006) | Почтовый индекс | Код INSEE |
| ----------- | ---------------------- | --------------- | --------- |
| Антревен    | 159                    | 04700           | 04077     |
| Ле-Кастелле | 232                    | 04700           | 04041     |
| Ле-Ме       | 3 352                  | 04190           | 04116     |
| Малиже      | 1 863                  | 04350           | 04108     |
| Орезон      | 4 867                  | 04700           | 04143     |
| Пюимишель   | 252                    | 04700           | 04156     |

## Население
Население кантона на 2007 год составляло 10 997 человек.
| 1962  | 1968  | 1975  | 1982  | 1990  | 1999  | 2006   | 2007   | 2008 |
| ----- | ----- | ----- | ----- | ----- | ----- | ------ | ------ | ---- |
| 5 316 | 6 151 | 6 610 | 7 305 | 8 316 | 9 269 | 10 725 | 10 997 | —    |